# 阿尔法卡尔
阿尔法卡尔，是西班牙安达卢西亚自治区格拉纳达省的一个市镇。总面积17平方公里,2001年普查人口總數為4627人，人口密度為每平方公里272人。